# Aconitum napellus

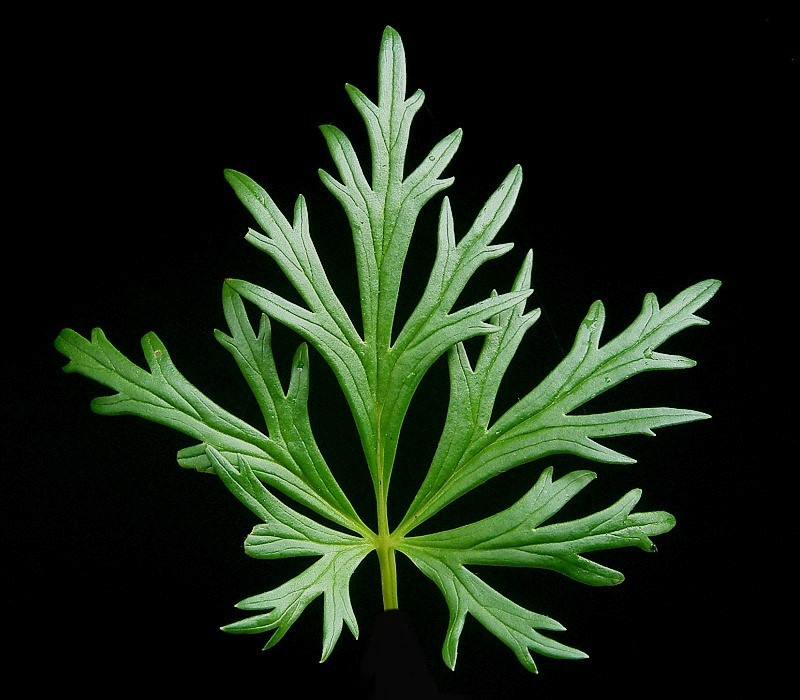
Hoja.

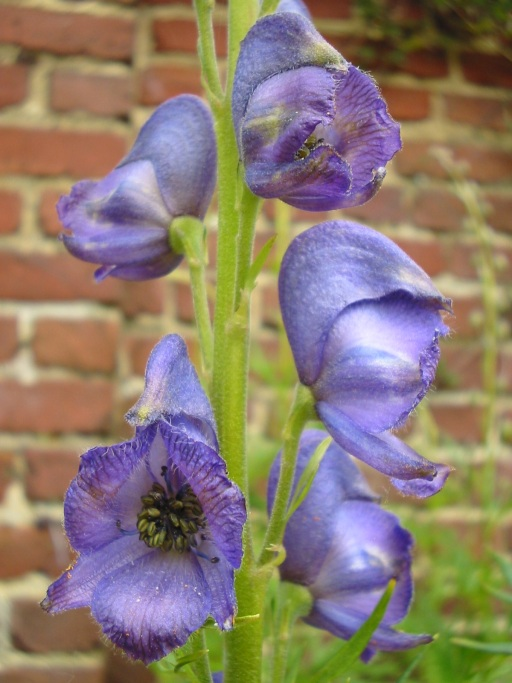
Inflorescencia.

Aconitum napellus, el acónito común, anapelo azul o matalobos de flor azul, es una especie de la familia Ranunculaceae. Se trata de una planta muy venenosa que puede ser letal.

## Descripción y definición
Es una planta herbácea perenne, lampiña, de 1 m o más, con el tallo simple. Tiene una raíz carnosa fusiforme con tubérculos de hasta 15 cm de largo, en forma de nabos de color pálido de jóvenes y marrón cuando envejecen. Las hojas pecioladas y alternas son palmadas, profundamente recortadas, rígidas y algo coriáceas, de color verde brillante, algo más claras por el envés. 
Las flores son grandes y atractivas de color azul o violetas de 3 a 4 cm de diámetro. 
El fruto consta de 3 o 4 folículos o vainas capsulares que contienen numerosas semillas arrugadas.
Tras un ligero contacto, puede ralentizar el corazón hasta la muerte y solo 1 mg de esta planta es suficiente para matar un adulto de 80 kg.
Principios activos: Alcaloides (0,3-1,2%): aconitina (30%), mesaconitina, neopelina, hipaconitina, napelina, napelonina; ácidos orgánicos: aconítico, cítrico, tartárico; colina.

## Hábitat
Se encuentra en las zonas montañosas (hasta los 2000 m s. n. m.) de Europa, salvo en la región mediterránea, se extiende por el este hasta la cordillera del Himalaya. Se encuentra junto a los cursos de agua y en los bosques en lugares húmedos y sombríos.

## Toxicidad
Todas las partes de las plantas del género Aconitum contienen alcaloides, principalmente aconitina, cuya elevada toxicidad supone un riesgo incluso en cantidades mínimas por sus potentes efectos cardiotóxicos y neurotóxicos. Bastan 2 mg de sustancia para provocar la muerte a un ser humano adulto. Las raíces son el órgano más rico en aconitina, pero toda la planta es peligrosa, incluyendo sus semillas.
El acónito supone una fuente oculta de envenenamiento en infusiones de hierbas no tóxicas, contaminadas con sus raíces.
En Asia, donde se considera que el acónito posee efectos beneficiosos para la salud, se producen envenenamientos graves e incluso mortales, como consecuencia de la utilización de las raíces en la preparación de sopas y comidas.

## Taxonomía
Aconitum napellus, fue descrita por Carlos Linneo y publicado en Species Plantarum 1: 532, en el año 1753.
Etimología
Ver:Aconitum
Napellus significa "pequeño nabo" y hace referencia a la forma de la raíz. Según una antigua leyenda, la vaca fue engendrada por la sangre de Prometeo, el dios griego de la trampa y de la creación de la humanidad. Tanto los médicos griegos como los romanos ya recomendaban evitar su uso excepto para matar escorpiones. Avicena, el gran médico persa, fue el primero en utilizarla con fines medicinales.
Sinonimia
- Lista de sinónimos de Aconitum napellus[9][10]

## Nombres comunes
- Castellano: acónito, acónito común, acónito-napelo, acónito vulgar, aconito-matalobos, anapelo, anapelo de flor azul, casco de Júpiter, hábito del diablo, hierba-matalobos, matalobos, matalobos de flor azul, nabieyo, nabillo del diablo, napelo, naviesu, vedegambre, vedegambre azul, yerba del lobado. Catalán: tora, tora blava matallops.[11]